# Pleistarh
Pleistarh (starogrčki Πλείσταρχος, Pleistarkhos; † oko 458. prije Krista) bio je kralj Sparte 480. — 458. prije Krista.

## Obitelj
Pleistarh je rođen kao kraljević, sin kralja Leonide I. i kraljice Gorgo, koji su bili stric i nećakinja. Pretpostavka je da je Pleistarh bio jedino dijete svojih roditelja. Pleistarhovi su djedovi bili kraljevi Anaksandrid II. i Kleomen I. Za Pleistarha se brinuo njegov stric Kleombrot.

## Životopis
Kralj Leonida umro je u bitci kod Termopila 480. godine prije Krista. Pleistarh je oca naslijedio, ali je bio maloljetan te je regent bio Kleombrot. Nakon njegove smrti 479. prije Krista, regent je postao Pleistarhov bratić Pauzanija.
Pleistarha je naslijedio Pleistoanakt.
| Prethodnik: | Kralj Sparte | Nasljednik:  |
| Leonida I.  | Kralj Sparte | Pleistoanakt |